# Jesús Zúñiga Mendoza
J. Jesús Zúñiga Mendoza (15 de abril de 1947-El Chante, Jalisco, 7 de marzo de 2022) fue un político y agricultor mexicano, miembro del Partido Revolucionario Institucional (PRI). Ocupó los cargos de presidente municipal de Unión de Tula de 1987 a 1988, diputado federal de 2015 a 2018 y diputado al Congreso de Jalisco de 2018 a 2021.

## Biografía
Fue como contador privado, dedicándose a las actividades agropecuarias, en particular, al cultivo de la caña de azúcar.
En 1986 fue consejero político municipal del PRI y de 1986 a 1988 consejero político estatal. De 1987 a 1988 fue presidente municipal de Unión de Tula, Jalisco. De 1984 a 1995 fue presidente de la Unión Local de Productores de Caña de Azúcar del Ingenio Melchor Ocampo, de 1995 a 1997 fue tesorero de la Unión Local de Productores de Caña de Azúcar de la Confederación Nacional Campesina (CNC) y a partir de 1999 volvió a ejercer como presidente de la Unión Local de Productores de Caña de Azúcar. De 2005 a 2013 fue tesorero de la Asociación de Usuarios de la Unidad de Riego Autlán- El Grullo y en 2014 presidente de la misma asociación.
En 2015 fue postulado candidato del PRI y electo diputado federal por el Distrito 18 de Jalisco a la LXIII Legislatura que concluyó en 2018. En dicha legislatura fue secretario de la comisión de la comisión de Desarrollo Rural, e integrante de las comisiones de Ciudad de México; y de Recursos Hidráulicos.
Al finalizar dicho cargo, en 2018, fue electo diputado a la LXII Legislatura del Congreso del Estado de Jalisco por la vía de la representación proporcional, ejerciendo el cargo hasta 2021.

## Asesinato
Fue asesinado en el rancho de su propiedad en la localidad de El Chante, municipio de Autlán de Navarro, Jalisco, el 7 de marzo de 2022, sin que al momento hayan sido aclaradas las causas.